# 마르트 스탐

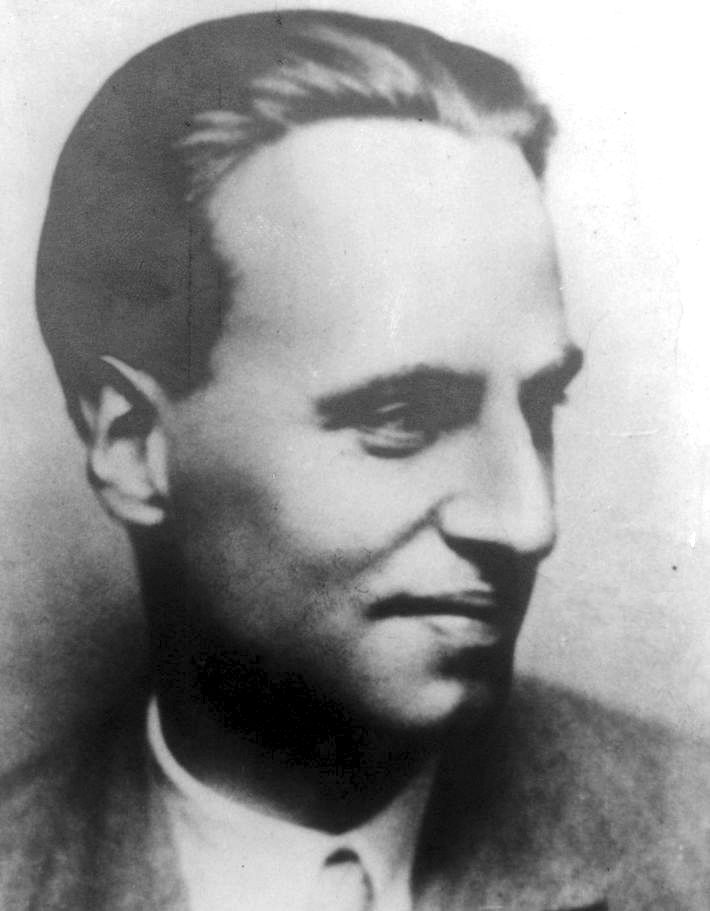

마르트 스탐(네덜란드어: Martinus Adrianus Stam, 1899년 8월 5일 ~ 1986년 2월 21일)은 네덜란드의 건축가, 도시 계획가, 가구 디자이너다. 스탐의 경력은 20세기 유럽 건축사의 중요한 순간과 연결되곤 하는데, 캔틸레버 튜블러 의자의 발명과 바우하우스에서의 교육 활동, 바이센호프 주거단지, 판넬레 공장, 소련 건축에 영향을 끼친 신 프랑크푸르트 프로젝트, 암스테르담과 동독에서 학생들을 가르친 일 등이 있다. 말년에 네덜란드로 돌아온 마르트 스탐은 전후 복구 사업에 참여한 뒤 은퇴했는데, 사망 당시 스위스에서 은둔 생활을 이어가던 중이었다.
그의 디자인 철학은 기능주의와 과학적 공산주의에 뿌리를 두며, 디자인 양식은 1920년대 독일에서 표현주의에 대한 반발로 탄생한 신즉물주의와 궤를 같이 한다.

## 생애

### 청년기
1899년 8월 5일에 퓌르메런트에서 태어났다.
1920년, 징집이 행해지던 네덜란드에서 군 복무를 거부한 죄로 감옥에 수감되었다. 이때 감옥에서 보내는 편지(Brieven uit de cel)라는 저작물을 국제 반전 협회에 투고했다. 6개월 만에 석방된 스탐은 헤이그 남서부 지역의 도시 확장안 설계 공모에 참가했다. 비록 수상하지 못했지만 기념비주의적 건축을 지양하고 자유로운 교통 흐름을 의도한 해당 설계안은 그가 추구한 건축 철학의 근간이 된다.

### 전쟁 이전의 독일
1922년 말, 베를린으로 거처를 옮긴 스탐은 신즉물주의 건축가로서 자신의 양식을 정립하게 된다. 독일 건축가 막스 타우트를 도와 뒤셀도르프의 독일상공회의소 건물을 비롯한 여러 설계 프로젝트에 참여하게 되는데, 같은 시기에 러시아 아방가르드 건축가 엘 리시츠키를 만나는 기회를 얻는다. 1926년 경, 초기 모더니스트 산업주의 건축의 대표작으로 손꼽히는 판넬레 공장 설계에 일부 참여했다.

### 네덜란드 복귀와 2차 세계 대전
1934년부터 1948년까지 다시 네덜란드에서 활동하려고 했던 스탐은 암스테르담 시립 미술관 관장이었던 빌럼 샌드버그와의 인연으로 여러 기회를 얻게 된다. 신즉물주의 저널인 데 아흐트 앤 옵바우(De 8 and Opbouw)의 편집장을 맡았으며, 1939년 뉴욕 세계박람회의 네덜란드관, 르 코르뷔지에의 찬사를 받은 암스테르담 시청 설계안 등을 선보였다. 또한 샌드버그의 추천으로 응용미술학교에 재직하게 된다. 나치 점령 당시 이를 이용해 네덜란드 레지스탕스 대원을 모집하기도 했다.

## 같이 보기
- 신즉물주의
- 헤리트 리트펠트 아카데미